# Jodid hlinitý
Jodid hlinitý je hlinitá sůl kyseliny jodovodíkové. Podobně jako většina jodidů je dobře rozpustný ve vodě. Stejně jako u chloridu a bromidu hlinitého jde o silnou Lewisovu kyselinu, která by neměla být vystavena atmosféře.

## Výroba
Jodid hlinitý lze připravit reakcí kyseliny jodovodíkové (HI) s hliníkem (Al) či oxidem hlinitým (Al2O3), avšak lze jej připravit i reakcí jódu a hliníku.
2 Al + 6 HI → 2 AlI3 + 3 H2
Al2O3 + 6 HI → 2 AlI3 + 3 H2O
2 Al + 3 I2 → 2 AlI3
Reakce je exotermní, proto se zvyšuje rychlost reakce, jelikož dochází ke zvyšování teploty a následné sublimaci jódu. Při této reakci vzniká fialový dým, což vytváří pěkný efekt. Avšak právě kvůli fialovému dýmu není tento postup vhodný do laboratorního prostředí, jelikož snadno ulpívá a tím vše zašpiní. Tyto skvrny lze ale odstranit za pomocí ethanolu či diethyletheru.
Jodid hlinitý vzniká společně s kyslíkem při rozpadu jodnanu, jodečnanu či jodistan hlinitý, či rozpadem jodidu hliného.
| 3 AlI → 2 Al + AlI3 | \| \| \| \| \| \| \| \| |  |
|                     |                         |  |
|                     |                         |  |

## Použití
Jodid hlinitý se používá jako katalyzátor, a velice zřídka na výrobu organických sloučenin, například reakcí s butyllithiem vzniká jodid lithný a tributylhliník, ovšem za tímto účelem se spíše používá chlorid hlinitý.